# Campionati europei di atletica leggera 1938 - Getto del peso maschile
Il getto del peso maschile ai campionati europei di atletica leggera 1938 si svolse il 4 settembre 1938.

## Podio
| Oro     | Aleksander Kreek Estonia |
| Argento | Gerhard Stöck Germania   |
| Bronzo  | Hans Woellke Germania    |

## Risultati
| Pos.    | Nome             | Nazionalità    | Tempo   | Note                  |
| ------- | ---------------- | -------------- | ------- | --------------------- |
| Oro     | Aleksander Kreek | Estonia        | 15.83 m | Record dei campionati |
| Argento | Gerhard Stöck    | Germania       | 15.59 m |                       |
| Bronzo  | Hans Woellke     | Germania       | 15.52 m |                       |
| 4       | Sulo Bärlund     | Finlandia      | 15.07 m |                       |
| 5       | Gunnar Bergh     | Svezia         | 14.92 m |                       |
| 6       | Jaroslav Vítek   | Cecoslovacchia | 14.77 m |                       |
| 7       | Angiolo Profeti  | Italia         | 14.67 m |                       |
| 8       | Witold Gerutto   | Polonia        | 14.41 m |                       |
| 9       | Jules Noël       | Francia        | 14.35 m |                       |
| 10      | Roger Braconnot  | Francia        | 14.12 m |                       |
| 11      | Kalevi Kotkas    | Finlandia      | 13.92 m |                       |
| 12      | Jean Wagner      | Lussemburgo    | 13.35 m |                       |